# 石抜機
石抜機（いしぬきき）はコメ（白米・玄米・籾、いずれの場合もあり得る）やその他の穀物（玉蜀黍・豆類等も含む）に「混入している小石・異物」を選別し除去する装置・機械である。米粒と異物の比重に違いがある性質を利用して選別する比重式や、画像認識技術を用いて米粒と異物を選別する光学式などの方式がある。

## 概略
石抜機の発明以前、あるいは未普及の地域では石抜きとは人間の目視による手作業だった。砕米の除去も含め、石抜機による品質の向上は付加価値の上昇に繋がる。
石抜機は単体（石抜専用機）の場合もあり、精米機の中に組み込まれている場合もある。